# Число обертів ферменту
Число обертів ферменту (або молярна активність kcat) — у біохімії називають максимальну кількість перетворених на продукт молекул чи інших структурних одиниць субстрату, за 1 с за допомогою одного активного центру (якщо точніше то каталітичного центру і це відповідає, як правило, одній молекулі) ферменту в умовах, коли весь фермент знаходиться в складі фермент-субстратного комплексу при заданій концентрації ферменту {\displaystyle [E]_{T}}. Поряд з питомою активністю ферменту, це важливий параметр, що характеризує біохімічні реакції за участі ферментів. Як і  активність ферменту молярна активність вимірюється при надлишку субстрату в стандартних умовах реакції (тиск, температура та pH) та з використанням надзвичайно очищених ферментів.

## Визначення
Число обертів ферменту можна обчислити з допомогою максимальної швидкості реакції {\displaystyle V_{\max }} (фермент повністю насичений субстратом) та заданої концентрації ферменту {\displaystyle [E]_{T}} наступним чином (кінетика Міхаеліса — Ментен):
{\displaystyle k_{\mathrm {cat} }={\frac {V_{\max }}{[E]_{T}}}}.
Значення числа обертів ферментів в біохімії знаходиться в досить широких межах від 0,5 s−1 (лізоцим) та до 1.000.000 s−1 (карбоангідраза). Відношення числа обертів ферментів {\displaystyle k_{\mathrm {cat} }} та константи Міхаеліса — Ментен {\displaystyle K_{m}} описує каталітичну ефективність ферменту.
Слід звертати увагу на те, що одна молекула ферменту може мати кілька каталітичних центрів. Тому необхідно розрізняти, відноситься дане число обертів ферменту до молекули ферменту чи до одного каталітичного центру. 

## Стандартні умови
Існує велика проблема з визначенням «стандартних умов» реакції за участі ферментів, оскільки в біохімії стандартні умови часто використовують для позначення оптимальних умов ферментів, тому необхідно вказувати рН, температуру, концентрацію субстрату, наявності та концентрації кофакторов і коферментів, та багато інших параметрів і, на жаль, ці так звані «оптимальні умови» все-одно розрізняються як між лабораторіями, так і між постачальниками ферментів та інших реактивів. Умови також залежать від конкретного типу реакції, в яких фермент повинен бути використаний. Крім того, препарати ферментів тієї ж умовної питомої активності можуть відрізнятися стабільністю і матимуть дуже різну загальну каталітичну продуктивність (коли субстрат перетворюється в продукт протягом терміну служби каталізатора, при певних умовах). Умови для максимальної початкової активності не обов'язково збігаються з умовами, що забезпечують максимальну стабільність ферменту. Щоб вибрати найбільш ефективний фермент для конкретної реакції потрібно на це все звертати увагу.